# Třebom
Třebom là một làng thuộc huyện Opava, vùng Moravskoslezský, Cộng hòa Séc.